# Johanneskirche (Zeltweg)

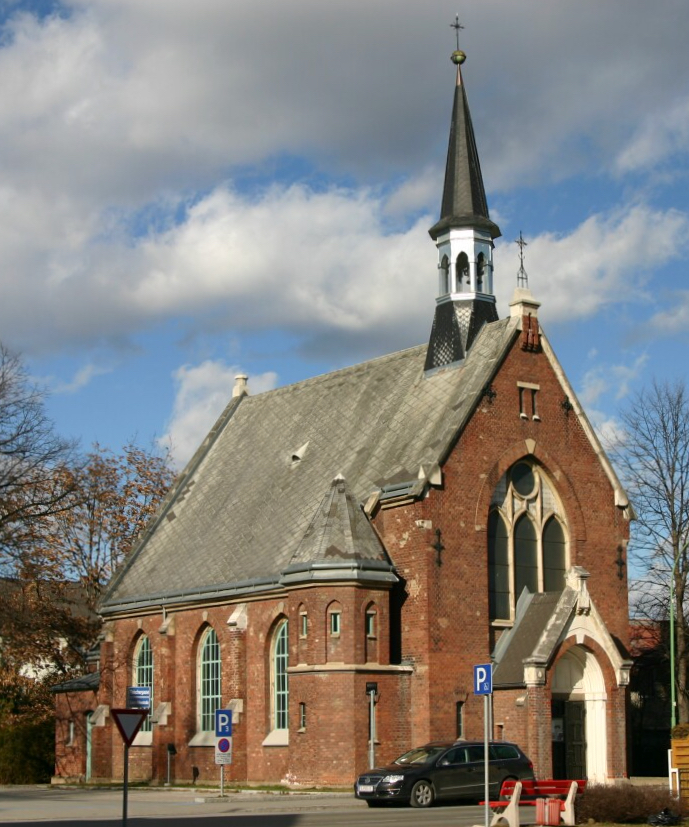
Evangelische Johanneskirche in Zeltweg

Die Johanneskirche Zeltweg ist die evangelisch-lutherische Kirche der Stadt Zeltweg im Bezirk Murtal in der Steiermark. Sie ist eine Filialkirche der Bekennerkirche Knittelfeld und gehört zur Evangelischen Superintendentur A. B. Steiermark der Evangelischen Kirche A.B. in Österreich.

## Geschichte
Die Johanneskirche von Zeltweg wurde 1903 nach den Plänen des Knittelfelder Stadtbaumeisters Theodor Henn (dem Architekten des Knittelfelder Gymnasiums) erbaut.

## Architektur
Die Kirche stellt einen im Stil der vom Wiener Dombaumeister Friedrich von Schmidt propagierten Backsteingotik errichteten dreijochigen Saalbau mit Dachreiter über dem Giebel dar. Die obere Raumbegrenzung bildet eine auf Steinkonsolen aufsitzende und trapezförmig in den Kehlbalkendachstuhl eingreifende getäfelte Holzdecke. 

## Ausstattung
Zur bauzeitlich erhaltenen Ausstattung der Kirche gehört in der flachen Altarnische ein neugotischer Flügelaltar mit Abendmahlsdarstellung. In seiner liturgischen Anordnung folgt der Kirchenbau den deutlich an mittelalterlichen Vorstellungen orientierten Empfehlungen des Eisenacher Regulativs von 1861.